# Robert-Werner-Platz

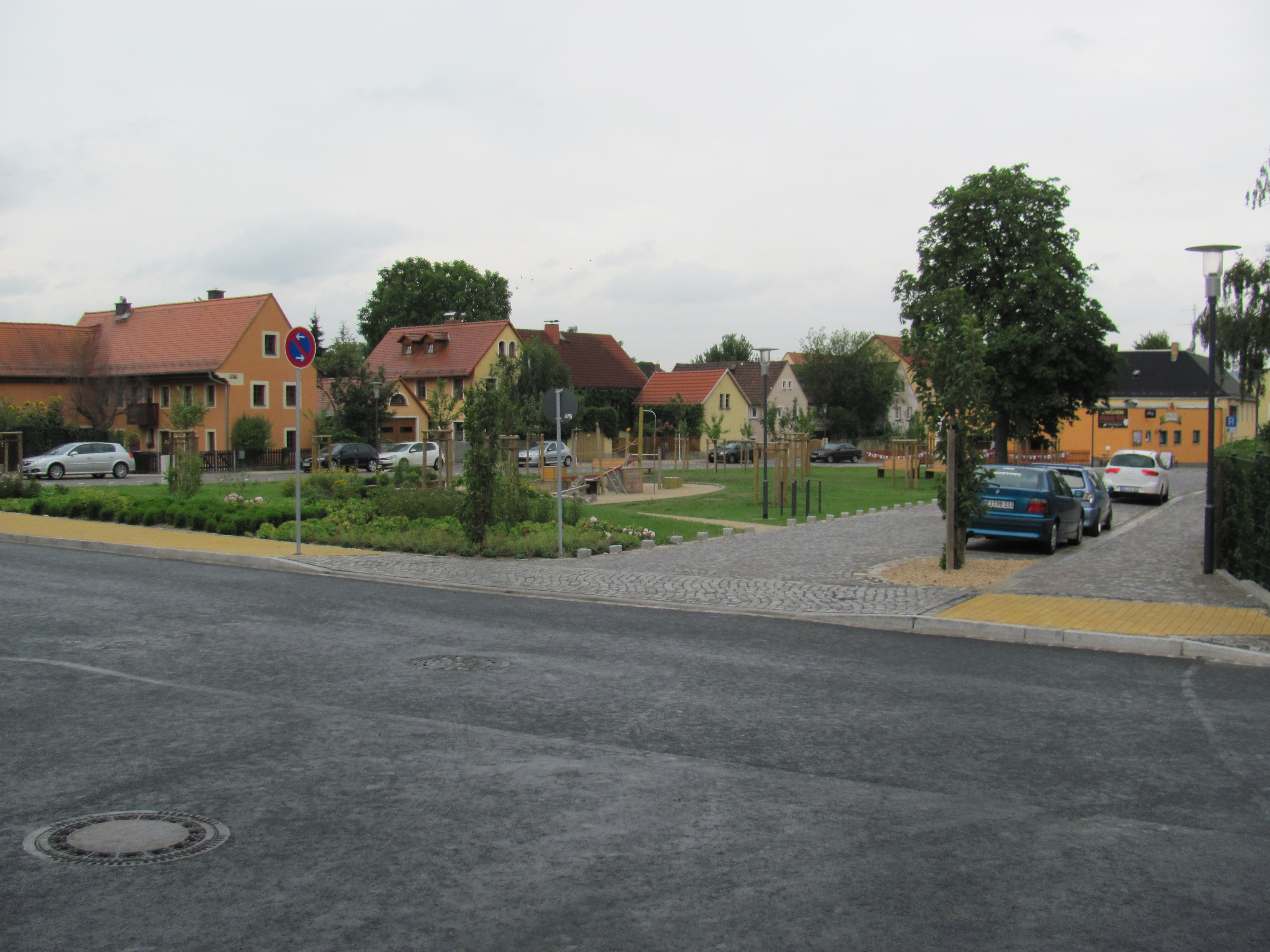
Robert-Werner-Platz, recht hinten Gastwirtschaft Scharfe Ecke, links Robert-Werner-Platz 11

Der Robert-Werner-Platz ist ein innerörtlicher Platz in der Ursprungsgemarkung der sächsischen Stadt Radebeul. Der Platz befindet sich etwa 250 Meter ostnordöstlich der Zufahrt zum Rundling Am Kreis, dem Dorfkern der ursprünglichen Altgemeinde Alt-Radebeul. Zudem beginnt an ihm die Hauptstraße. Die Achse Robert-Werner-Platz–Am Kreis–Brunnenplatz bildet den südlich der Bahngleise gelegenen Teil des Sanierungsgebiets Zentrum und Dorfkern Radebeul-Ost, mit Hilfe dessen das Zentrum Radebeul-Ost aufgewertet werden soll.

## Ortslage und Bebauung

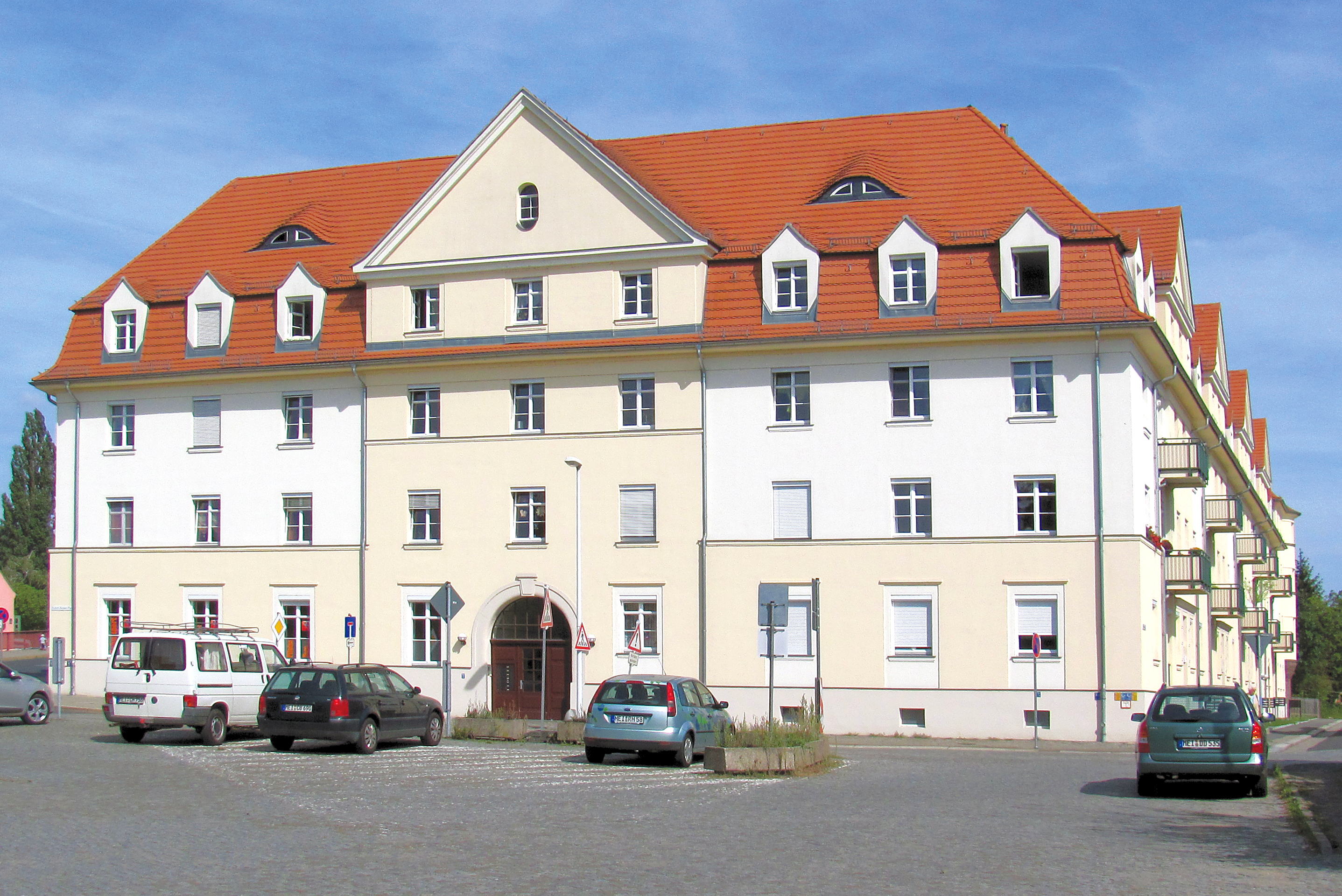
Wohnanlage von 1920, mittig Robert-Werner-Platz 10, davor die Gartenstraße. Platz noch mit Pflasterfläche (2012)

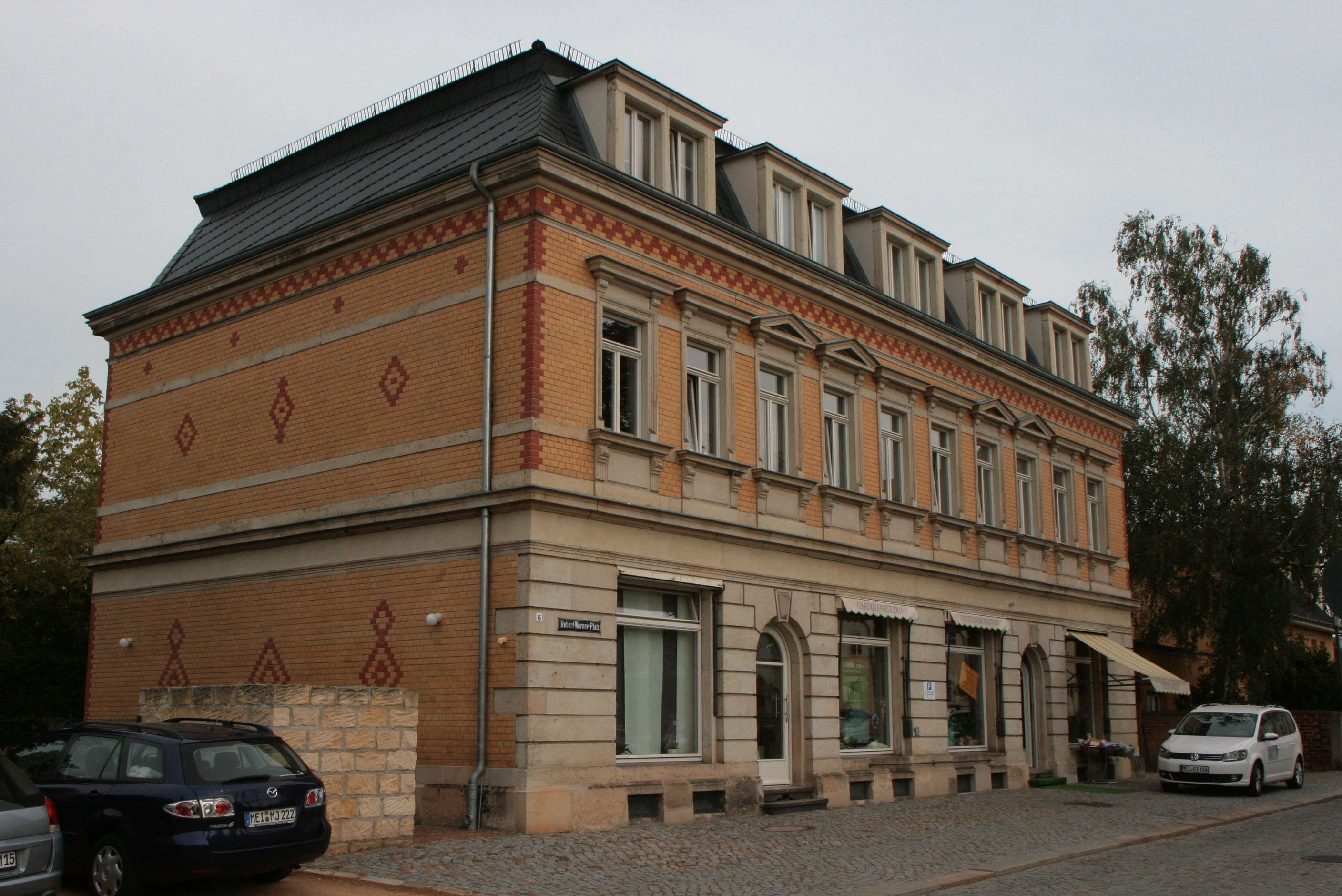
Vorstädtisches, freistehendes Wohn- und Geschäftshaus Robert-Werner-Platz 6

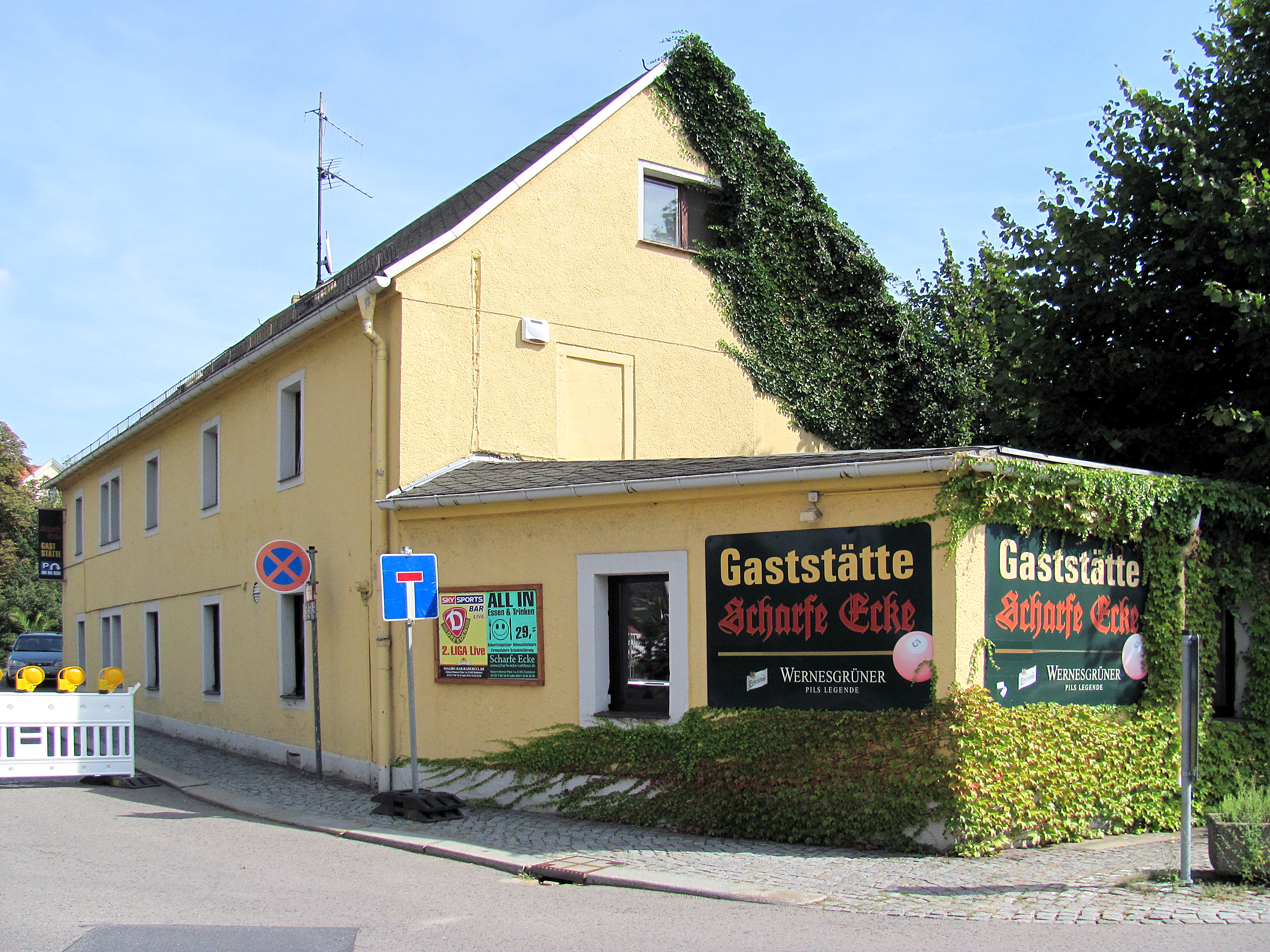
Südwestecke mit Gastwirtschaft Scharfe Ecke, Straße zur Beruhigung bereits gesperrt (2012)

Robert-Werner-Platz mit Wohn- und Geschäftshaus Robert-Werner-Platz 6, 1910

Robert-Werner-Platz von der Rampe der Eisenbahn-Überführung. Rechts das Wohn- und Geschäftshaus Hermann Friedrich Hörnig, links ist die Wohnanlage Robert-Werner-Platz noch nicht errichtet. 1910

Mittelstraße. Links heute wohl Robert-Werner-Platz 5 bis 3, um 1910

Der Robert-Werner-Platz liegt nordöstlich vom Alt-Radeuler Dorfkern etwa auf halber Strecke zum Zugang zum 1860 eröffneten Bahnhof Radebeul Ost, d. h. nach Durchqueren des Platzes geht es über die heutige Straßenbrücke am Anfang der Bahnhofstraße über die Gleise der schmalspurigen Lößnitzgrundbahn und der Bahnstrecke Leipzig–Dresden, historisch der von der Leipzig-Dresdner Eisenbahn-Compagnie betriebenen ersten deutschen Ferneisenbahnstrecke. Der Platz ist langrechteckig in nordöstlicher Richtung, auch die Hausnummern verlaufen so, mit den ungeraden Zahlen auf der südlichen Seite.
An der südlichen Schmalseite, die schmäler ist als die andere, liegt ein Straßenknoten der sich dort treffenden Straßen, der Serkowitzer Straße von Westen, der Schildenstraße von Norden und der Kaditzer Straße von Süden, in die kurz vorher die Dresdner Straße von Südosten eingemündet ist. Die nordöstliche Schmalseite stellte lange Zeit den Beginn der Gartenstraße dar; seit 2013 ist diese für den Durchgangsverkehr bis zur Schildenstraße verlängert und der Platz dafür verkehrsberuhigt. Die südliche Längsseite verlängert sich in die Mittelstraße, während die nördliche Längsseite ehemals zur Bahnhofstraße gehörte.
Der Platz wurde mit der Verkehrsberuhigung auch aufgewertet: die Hälfte auf der Seite der Gartenstraße ist heute eine Grünanlage mit Kinderspielplatz und Wassersprudel, wo vorher eine wilde Parkplatzfläche war. Die südwestliche Hälfte ist bebaut, dort steht mit der Adresse Robert-Werner-Platz 1/3a die älteste noch bestehende Gastwirtschaft in Alt-Radebeul, die Gastwirtschaft „Scharfe Ecke“. Namensgebend war die früher schwierige Verkehrsführung. Der Bewirtungsbetrieb war 1843 Reiheschank im Dorf, seit 1860 besaß er das Weinschankrecht.
Mehrere der um den Platz herum gruppierten Bauten stehen unter Denkmalschutz und sind daher in der Liste der Kulturdenkmale in Radebeul (Gemarkung) aufgeführt:
- südöstliche Längsseite: Kaditzer Str. 2, Nr. 3, Nr. 5, Nr. 11 (in der Galerie von links nach rechts wie am Platz: Die Bauten zeigen die ursprüngliche bäuerliche Bebauung)

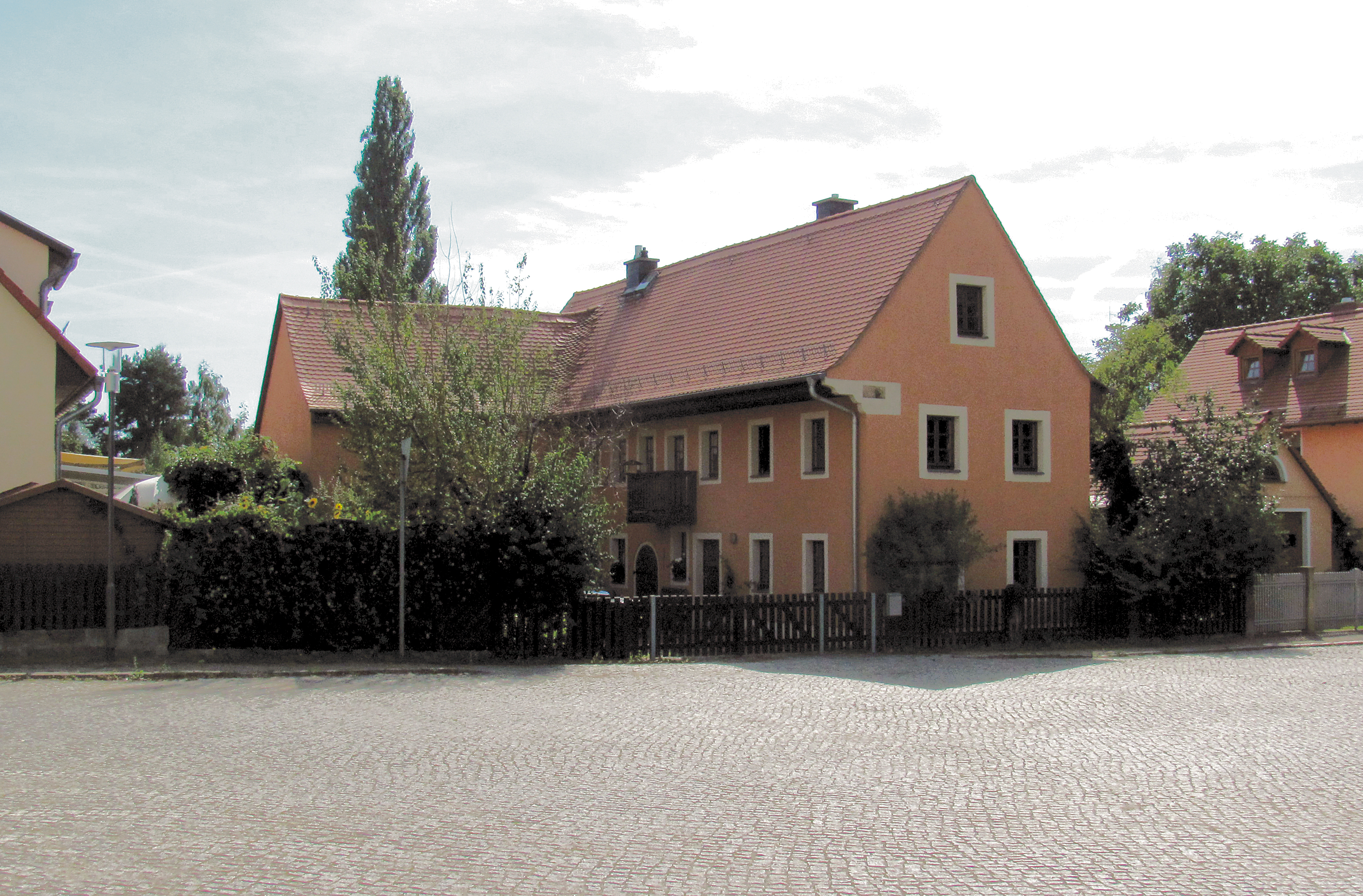
Ehemaliger Bauernhof Robert-Werner-Platz 11, Platz noch mit Pflasterfläche (2012)
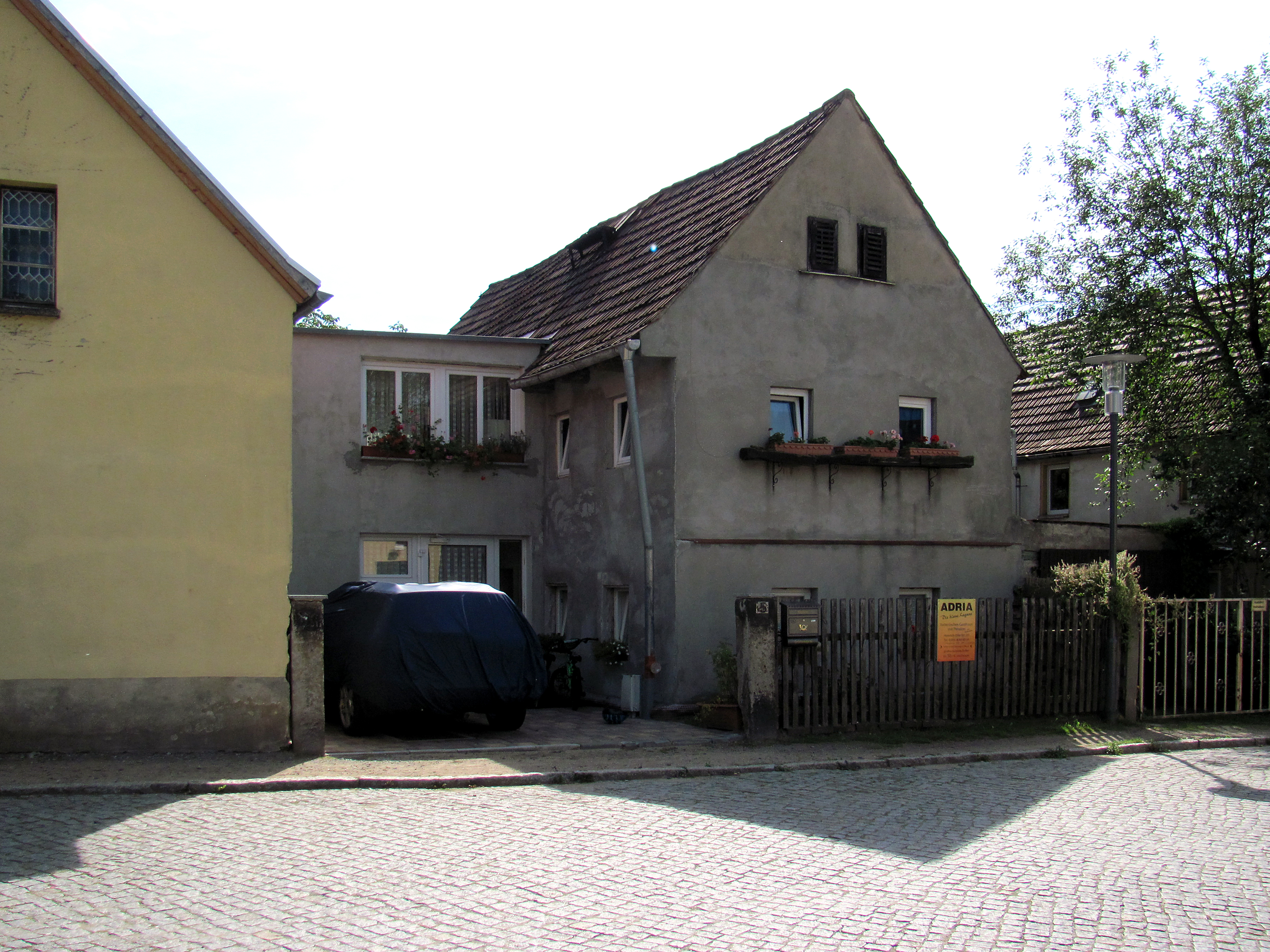
Ehemaliges Bauernhaus Robert-Werner-Platz 5
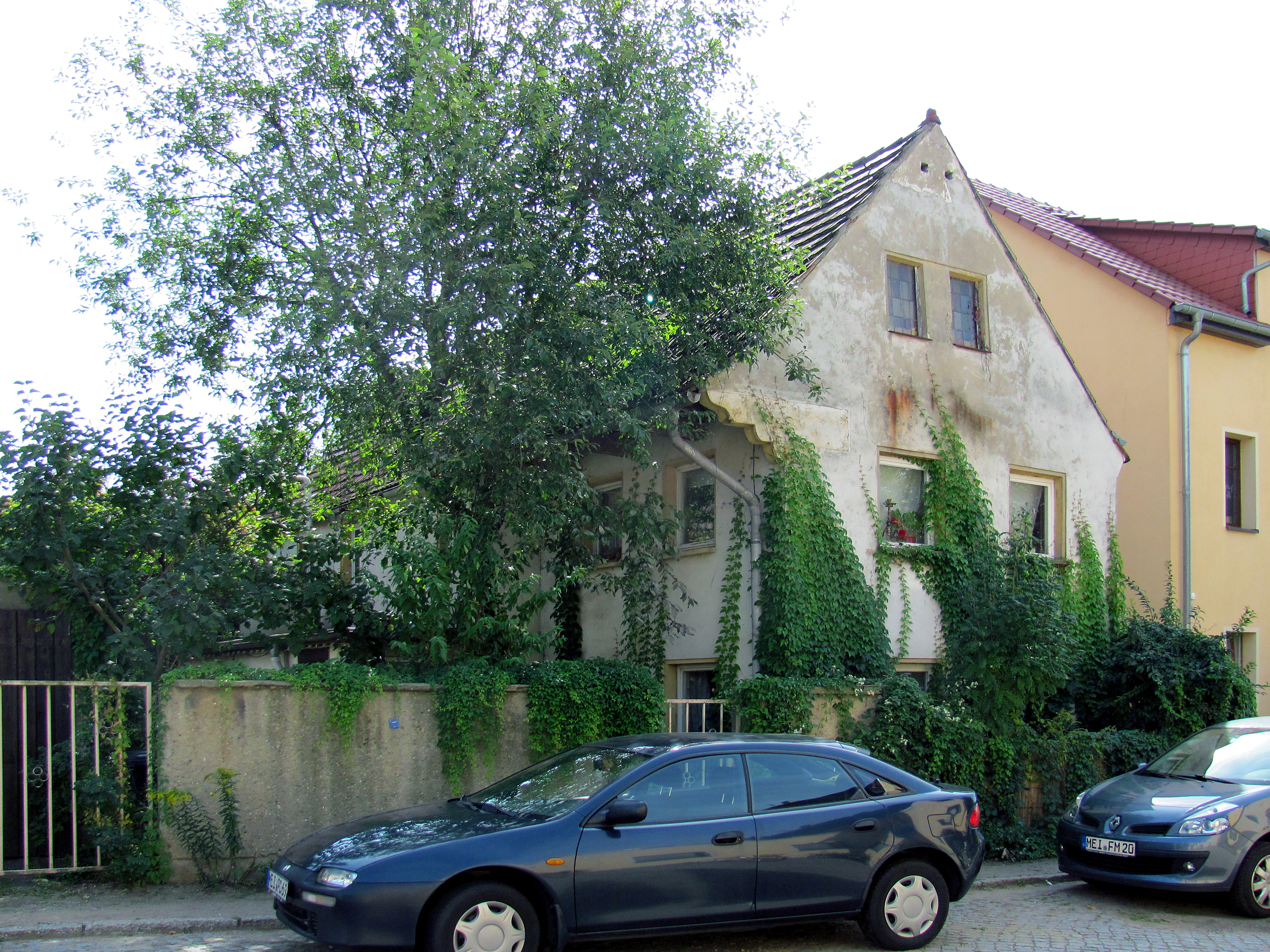
Ehemaliges Bauernhaus Robert-Werner-Platz 3
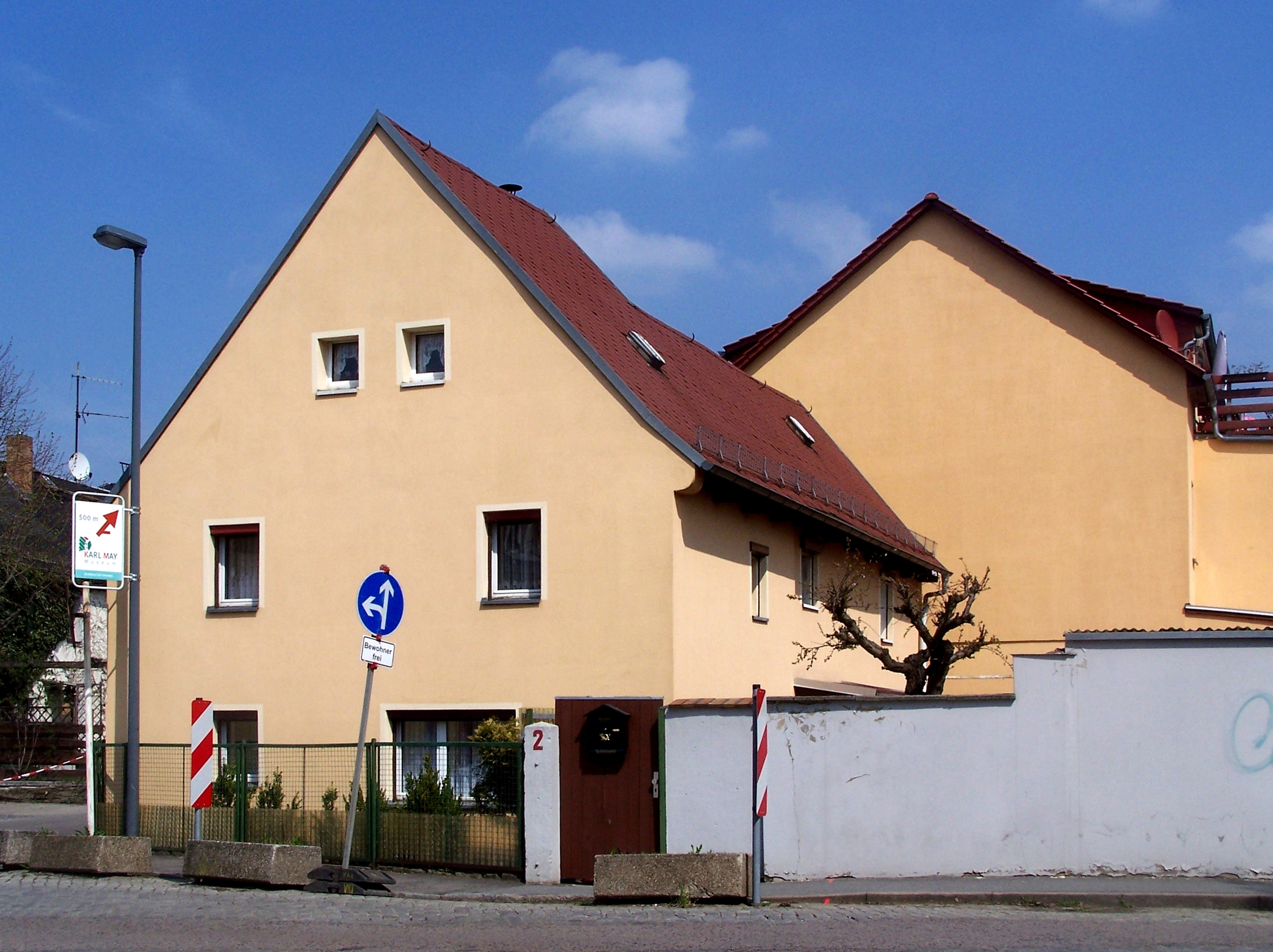
Ehemaliges Bauernhaus Kaditzer Straße 2

- nordwestliche Längsseite: Nr. 6 (Der Bau von 1896/97 zeigt die vorstädtische Bebauung im Historismus)
- nordöstliche Schmalseite: Wohnanlage Robert-Werner-Platz mit dem Mittelbau Robert-Werner-Platz 10, dem linken Eckbau Hauptstraße 1 und dem rechten Eckbau Mittelstraße 2. Die dortige rechte Spitze zum Platz wird besetzt durch das Eckhaus Mittelstraße 1, während gegenüber der Hauptstraße 1 die Gartenstraße 10 die Ergänzung zur Brückenrampe bildet.

## Auszeichnungen
Die Bauherrschaft des Resthofs Robert-Werner-Platz 11 erhielt 2006 den Radebeuler Bauherrenpreis in der Kategorie Denkmalpflegerische Instandsetzung.
Im Gala-Landeswettbewerb „Gärten in der Stadt“ 2014 bekam der Robert-Werner-Platz einen Sonderpreis für die Umgestaltung zum Stadtgarten.
Die Bauherrschaft des Platzes, also die Stadt selbst, wurde 2016 in der Kategorie Garten- und Freiflächengestaltung mit dem Radebeuler Bauherrenpreis ausgezeichnet.

## Benennung
Der Platz bestand bis 1932 einfach als Aufweitung der sich dort treffenden Straßen, insbesondere der Bahnhofstraße, Gartenstraße und Mittelstraße; die Hausnummern der am Rand stehenden Häuser gehörten jeweils zu diesen Straßen.
Der 1932 verstorbene Robert Werner (1862–1932) war Bürgermeister der Stadt Radebeul (1924–1927) sowie vorher bereits Gemeindevorsteher seit 1893. Zudem wurde er mit Ende seiner Bürgermeistertätigkeit zum Ehrenbürger Radebeuls ernannt. Anlässlich seines Todes erfolgte die Widmung des Platzes auf seinen Namen.

## Anwohner
Der Architekt Max Czopka wohnte ehemals unter der Adresse Bahnhofstraße 1a.